# Орехче
 Тази статия е за вида птица.  За вида растителен плод вижте Орех (плод).  
Орехчето или мушитрънче (Troglodytes troglodytes) е една от най-дребните птици в разред Врабчоподобни (Passeriformes).

## Общи сведения
Дължината на тялото му е 9–11 cm, теглото е около 10 грама (по-малко е от домашно врабче). Тялото е плътно и набито, а перата го правят да изглежда закръглено. Опашката е къса и вертикално изправена. Човката е тънка, заострена и относително дълга. Оперението е монотонно тъмнокафяво, изпъстрено с по-тъмно кафяви петънца. Движи се ловко по клонките на дърветата. Гласът му е силен и мелодичен.

## Разпространение
Среща се в Северна Америка, Азия, Европа, Северна Африка. Среща се и в България. Популациите, обитаващи области с по-хладен климат, са прелетни. Обитава гористи или гъсто обрасли храсти. Обикновено можем да го открием ниско над земята до 3 m височина.

## Начин на живот и хранене
Прекарва деня си в претърсване на храсталаците и дърветата за насекоми, рядко каца на земята. Храни се с дребни безгръбначни, паяци, гъсеници, насекоми и др.; когато захладнее климатът започват да се хранят и със семена и плодове.

## Размножаване
По време на размножителния период мъжките заемат определена територия, често пъти значително голяма за такава дребна птица. Песента му служи, за да съобщи на другите мъжкари, че мястото е заето. Построява на своята територия няколко гнезда, до 7–8 на брой понякога. Гнездата са направени от суха трева, мъх и други подходящи материали. Гнездата са големи и кълбовидни, с отвор. Нощно време спи в тях. Полигамна птица. Самотната женска, която е навлязла в територията на мъжкия, избира някое от гнездата, постила го обилно с пух и снася яйца. Понякога една след друга при един мъжки идват до три женски. Снасят 5–7 бели с червеникави петънца яйца, които мъти около 2 седмици. Мъти само женската, мъжкият през това време обикаля наоколо и охранява територията си. По време на мътенето женската излита на всеки 15 минути за да се храни. След като се излюпят малките, мъжкият се включва в изхранването им. Те напускат гнездото след около 2 седмици, но се връщат в него, за да спят още около седмица, като през това време родителите продължават да ги хранят. Когато климатичните условия го позволяват, може да отгледат и второ люпило.